# 1630 en musique classique
| \| • Retour à la chronologie générale de la musique classique • \| |
| Grèce • Rome • Haut Moyen Âge • VIIIe siècle • IXe siècle • Xe siècle • XIe siècle XIIe siècle • XIIIe siècle • XIVe siècle • XVe siècle • XVIe siècle • XVIIe siècle XVIIIe siècle • XIXe siècle • XXe siècle • XXIe siècle |
| • Retour à la chronologie générale de la musique classique • |

| Années en musique classique : 1627 - 1628 - 1629 - 1630 - 1631 - 1632 - 1633    |
| Décennies en musique classique : 1600 - 1610 - 1620 - 1630 - 1640 - 1650 - 1660 |

## Œuvres
- Kusies in 't latijn geschreven door Ioannes Secundus; de Cornelis Thymanszoon Padbrué.

## Naissances
- Antonio Sartorio, compositeur italien († 30 décembre 1680).

## Décès
- 26 février : William Brade, compositeur, violoniste et joueur de viole anglo-allemand (° 1560).
- 22 mars : Richard Dering (° vers 1590)
- 25 mai : Géry de Ghersem, compositeur franco-flamand (° entre 1573 et 1575).
- 8 juin : Alessandro Striggio, poète et librettiste d'opéra italien (° vers 1573).
- 29 juin : John Munday, compositeur et organiste anglais (° 1555).
- 10 août : Lorenzo Ratti, compositeur et organiste italien (° vers 1589).
- 20 septembre : Claudio Saracini, compositeur, luthiste et chanteur italien (° 1er juillet 1586).
- 19 novembre :
  - Antonio Brunelli, compositeur italien et théoricien de la musique (° 20 décembre 1577).
  - Johann Hermann Schein, compositeur allemand (° 20 juin 1586).
- 17 décembre : Gabriel Bataille, compositeur français (° vers 1575).

Date indéterminée :
- Giovanni Francesco Anerio, compositeur italien, membre de École romaine des compositeurs (° 1567).
- Girolamo Amati, luthier italien (° 1561).
- Thomas Bateson, compositeur anglais (° vers 1570).
- Camillo Cortellini, compositeur, chanteur, tromboniste italien (° 24 janvier 1561).
- Giovanni Battista Fontana, violoniste et compositeur italien (° vers 1571).
- Giulio Cesare Monteverdi, compositeur et organiste italien (bapt. le 31 décembre 1573).

Vers 1630 :
- Alessandro Grandi, compositeur italien (° vers 1577).
- Pietro Lappi, compositeur italien (° vers 1575).
- Salomone Rossi, violoniste et compositeur italien (° vers 1570).

Après 1630 :
- Dario Castello, violoniste et compositeur italien (° vers 1590).